# Pedro Uczai
Pedro Francisco Uczai (Descanso, 10 de março de 1963) é um professor e político brasileiro. É filiado ao Partido dos Trabalhadores (PT).

## Carreira
Foi deputado à Assembleia Legislativa de Santa Catarina na 13ª legislatura (1995 — 1999), na 14ª legislatura (1999 — 2000) e na 16ª legislatura (2007 — 2011). 
Foi vice-prefeito de Chapecó (2001/2002) e, depois, prefeito (2002/2004), com a renúncia de José Fritsch para concorrer ao governo do Estado de Santa Catarina.
Foi deputado federal à Câmara dos Deputados na 54ª legislatura (2011 — 2015). Nas eleições de 2014, em 5 de outubro, foi reeleito deputado federal por Santa Catarina para a 55ª legislatura (2015 — 2019). Assumiu o cargo em 1 de fevereiro de 2015.
Em 2012, disputou a vaga de Prefeito de Chapecó, ficando em 2º lugar, perdendo para o prefeito eleito Zé Caramori (PSD). Em 2020, concorreu novamente no pleito municipal, dessa vez disputando o cargo de Vice-Prefeito de Chapecó na chapa de Cláudio Antônio Vignatti (PSB), ficando em 3º lugar, atrás das chapas de João Rodrigues (PSD) e Cleiton Márcio Fossá.
Como deputado federal, votou contra a admissibilidade do pedido de impeachment da presidente Dilma Roussef. Já durante o Governo Michel Temer, votou a contra a PEC do Teto dos Gastos Públicos. Em abril de 2017 foi contrário à Reforma Trabalhista.  Em agosto de 2017 votou a favor do processo em que se pedia abertura de investigação do presidente Michel Temer.